# 松原葆斎
松原 葆斎（まつばら ほうさい、文政8年8月9日（1825年9月21日） - 明治31年（1898年）1月9日）は幕末の漢学者。諱は衢（ちまた）。字は何天。通称は恕平。別号は約軒。

## 生涯
信濃国松本藩医の松原有恒（素庵）の子として生まれる。藩校崇教館に学んだ後、天保12年（1841年）、江戸に出て野田笛浦、安積艮斎に師事する。弘化4年（1847年）に藩主松平光則の上洛に従い、典薬頭岡本甲斐守に医学を学び、嘉永3年（1850年）には長崎に出向いて医学の傍ら海外情勢を研究し、同6年（1853年）に帰藩して儒医となった。崇教館では経義のほか文学を課し、学風を一変させた。文久元年（1861年）昌平黌に学び、経義掛、同校舎長助役など務める。慶応2年（1866年）には長州征伐に従軍し、同3年（1867年）小納戸格の藩儒官として仕える。
明治3年（1870年）には、昌平黌改め大学南校に中助教として12等官禄で登用されたが、再び帰藩し、大属として藩政に参与した。版籍奉還後、同5年（1872年）に筑摩県学（のちの旧開智学校）に勤務し、同時に開設された筑摩県師範講習所の漢学科教授となった。同7年（1874年）に文部省に十二等級で出仕し、同10年（1877年）に帰郷、北安曇郡池田学校に主座教員として招聘され、長野師範学校松本支校や旧制松本中学（長野県松本深志高等学校）などで漢文を教えた。同23年（1890年）に退職し、私塾を中心に子弟を教育した。
蔵書は遺族により松本市図書館に寄贈され、「松原文庫」となっている。